# Kashi Leuchs
Kashi Ananda Leuchs (nascido em 30 de junho de 1978) é um ex-ciclista neozelandês, especialista em cross-country de mountain bike. Nesta especialidade, ele tem participado de três olimpíadas, terminando em 17º lugar nos Jogos de Sydney 2000, 28º lugar em Atenas 2004 e 24º em Pequim 2008.